# Allen Iverson
Allen Ezail Iverson (født 7. juni 1975 i Virginia USA) er en tidligere amerikansk basketballspiller. Før det spillede han for Detroit Pistons, Denver Nuggets, Philadelphia 76'ers og Memphis Grizzlies. Hans bedste sæson var i 2001, hvor han var mest scorende i NBA, blev kåret som MVP (mest værdifulde spiller) og med holdet nåede slutspillet. Andre priser han har fået er bl.a. "Rookie of The Year" som går til den bedste førsteårsspiller i ligaen.
Allen Iverson var med på USA's fjerde Dream Team ved OL i Athen 2004, hvor holdet skuffende ikke nåede finalen.
Allen Iverson er en af NBA's mest scorende spillere, med et karrieregennemsnit på 26.7 point per kamp. Allen Iverson er bedst kendt i NBA, hvor han har brugt sin krop for det meste til at komme til straffekast. Han er en solid spiller for hans position shooting-guard med 6.2 assist per kamp. Dog ligger han i 06/07 NBA sæsonen som nummer 1 med turnover per kamp med 4.63. Det højeste han har scoret i en kamp var den 2. december 2005, med 60 point mod Orlando Magic.
I 2016 blev Iverson optaget i Naismith Memorial Basketball Hall of Fame.

## Livet udenfor basketball
Allen Ezail Iverson er også kendt for de mange gange han igennem årene er blevet arresteret. Det mest kendte var da han rettede en pistol mod sin svoger, i et desperat forsøg på at finde sin kone, der var stukket af.

## Denver Nuggets
15 kampe inde i 06/07 NBA sæsonen, bad Iverson sit daværende hold Philadelphia 76ers om at blive byttet. Iverson var lige ved at blive byttet til Charlotte Bobcats, men sagde nej til tilbuddet da han kun ville spille for et hold der havde vundet flere kampe end tabte kampe. Efter mange kampe som han brugte på 76ers inaktive liste, byttede 76ers ham til Denver Nuggets. Mange mente ikke at Iverson kunne spille sammen med den unge superstjerne Carmelo Anthony, da Anthony lå nummer 1 på scoringslisten med lidt over 31 point per kamp, og Iverson som nummer 2 med lidt over 30 point per kamp. Mange basket-analytikere mente, at de ikke ville få nok skud hver, og at det kunne risikere at give dem problemer med at enes.